# رودريغو دي كيروغا
رودريغو دي كيروغا (بالإسبانية: Rodrigo de Quiroga)‏ هو مستكشف وعسكري إسباني، ولد في 1512 في O Saviñao ‏ في إسبانيا، وتوفي في 25 فبراير 1580 في سانتياغو في تشيلي.